# Stacia Hookom
Stacia Hookom (ur. 22 lipca 1975) – amerykańska snowboardzistka. Nie startowała na igrzyskach olimpijskich. Jej najlepszym wynikiem na mistrzostwach świata jest 5. miejsce w gigancie równoległym na mistrzostwach świata w Arosa. Najlepsze wyniki w Pucharze Świata osiągnęła w sezonie 1995/1996, kiedy to zajęła 14. miejsce w klasyfikacji generalnej.
W 2007 r. zakończyła karierę.

## Sukcesy

### Mistrzostwa Świata
| Miejsce | Dzień       | Rok  | Miejscowość          | Konkurencja       | Zwycięzca                   |
| ------- | ----------- | ---- | -------------------- | ----------------- | --------------------------- |
| 9.      | 24 stycznia | 1996 | Lienz                | Halfpipe          | Carolien van Kilsdonk       |
| 12.     | 26 stycznia | 1996 | Lienz                | Gigant            | Karine Ruby                 |
| 8.      | 28 stycznia | 1996 | Lienz                | Slalom równoległy | Marion Posch                |
| 32.     | 21 stycznia | 1997 | San Candido          | Gigant            | Sondra van Ert              |
| 8.      | 25 stycznia | 1997 | San Candido          | Slalom równoległy | Dagmar Mair unter der Eggen |
| 24.     | 12 stycznia | 1999 | Berchtesgaden        | Gigant            | Margherita Parini           |
| 44.     | 14 stycznia | 1999 | Berchtesgaden        | Gigant równoległy | Isabelle Blanc              |
| 16.     | 15 stycznia | 1999 | Berchtesgaden        | Slalom równoległy | Marion Posch                |
| 12.     | 23 stycznia | 2001 | Madonna di Campiglio | Gigant            | Karine Ruby                 |
| 27.     | 24 stycznia | 2001 | Madonna di Campiglio | Gigant równoległy | Ursula Bruhin               |
| 8.      | 26 stycznia | 2001 | Madonna di Campiglio | Slalom równoległy | Karine Ruby                 |
| 8.      | 13 stycznia | 2003 | Kreischberg          | Gigant równoległy | Ursula Bruhin               |
| 24.     | 15 stycznia | 2003 | Kreischberg          | Slalom równoległy | Isabelle Blanc              |
| 22.     | 18 stycznia | 2005 | Whistler             | Gigant równoległy | Manuela Riegler             |
| 21.     | 19 stycznia | 2005 | Whistler             | Slalom równoległy | Daniela Meuli               |
| 5.      | 16 stycznia | 2007 | Arosa                | Gigant równoległy | Jekatierina Tudiegieszewa   |
| 8.      | 17 stycznia | 2007 | Arosa                | Slalom równoległy | Heidi Neururer              |

### Puchar Świata

#### Miejsca w klasyfikacji generalnej
- 1994/1995 - -
- 1995/1996 - 14.
- 1996/1997 - 20.
- 1997/1998 - 32.
- 1998/1999 - 48.
- 1999/2000 - 51.
- 2000/2001 - 43.
- 2001/2002 - -
- 2002/2003 - -
- 2003/2004 - -
- 2004/2005 - -
- 2005/2006 - 58.
- 2006/2007 - 91.

#### Miejsca na podium
1. Les Deux Alpes – 13 stycznia 1995 (Gigant) - 3. miejsce
2. Bad Hindelang – 29 stycznia 1995 (Gigant) - 2. miejsce
3. Alts – 2 lutego 1995 (Gigant) - 3. miejsce
4. Calgary – 24 lutego 1995 (Slalom) - 3. miejsce
5. Calgary – 25 lutego 1995 (Slalom równoległy) - 3. miejsce
6. Kanbayashi – 11 lutego 1996 (Slalom) - 2. miejsce
7. Kreischberg – 18 stycznia 1997 (Slalom równoległy) - 3. miejsce
8. Sölden – 30 listopada 1997 (Slalom równoległy) - 2. miejsce
9. Sölden – 29 października 2002 (Gigant równoległy) - 2. miejsce
10. Lake Placid – 9 marca 2006 (Gigant równoległy) - 3. miejsce

- W sumie 4 drugie i 6 trzecich miejsc.